# 生病的巴克斯
《生病的巴克斯 》（義大利語：Bacchino Malato）是意大利巴洛克艺术家卡拉瓦乔的一幅自画像，创作于 1593 年至 1594 年之间。现藏于罗马的博尔盖塞美术馆。根据卡拉瓦乔的第一位传记作者乔瓦尼·巴廖内 的说法，卡拉瓦乔是利用镜子绘制了这幅作品。 